# Johann Jacob Wehrli
Johann Jacob Wehrli, né en 1790 dans le canton de Thurgovie et mort en 1855, est un instituteur et pédagogue suisse.
Il fut d'abord collaborateur de Philipp Emanuel von Fellenberg et dirigea l'Institut des pauvres à Hofwil que ce dernier avait fondé. Il fut mis en 1830 par les autorités thurgoviennes à la tête d'une école destinée à former des maîtres, et fonda en 1833 une école d'agriculture à Kreuzlingen. Développant simultanément les forces du corps et celles de l'âme, il appliquait ses élèves à des occupations manuelles qui préparent au travail utile.

## Source
Marie-Nicolas Bouillet  et Alexis Chassang (dir.), « J. J. Wehrli » dans Dictionnaire universel d’histoire et de géographie, 1878 (lire sur Wikisource)